# Diego Echenique
Diego Echenique Zegers (Santiago de Chile, 7 de diciembre de 1899-Richmond (Kentucky), 6 de agosto de 1947) fue un político chileno, que ejerció como alcalde de Palmilla y senador de la República entre 1945 y 1947.

## Biografía
Nació en la ciudad de Santiago de Chile, el 7 de diciembre de 1899; hijo de Gabriel Echenique Tagle e Isidora Zegers Tupper.
Estudió en el Colegio de los Sagrados Corazones de Santiago; y en la Escuela de Agronomía de la Universidad Católica de Chile.
Nunca contrajo matrimonio.
Se dedicó a las labores agrícolas en sus dos fundos en el sector de Colchagua, llamados San Diego de Puquillay y San Miguel del Huique, respectivamente, cuyas tierras explotó.
Integró las filas del Partido Liberal de Chile; fue director de su partido en Santiago. Miembro del Frente Nacional Contra el Comunismo.
Fue alcalde de Palmilla; consejero de la Caja de Colonización.
Electo senador de la República, por la Quinta Agrupación Provincial O´Higgins y Colchagua, período 1945-1953; integró la Comisión Permanente de Relaciones Exteriores y Comercio, de la que fue presidente y la de Agricultura y Colonización.
Fue miembro de la Sociedad Nacional de Agricultura, SNA.
Socio del Club Hípico, del Club de La Unión, del Club de Golf y del Automóvil Club.
Falleció en Estados Unidos, el 6 de agosto de 1947, a la edad de 48 años. El 22 de octubre se incorporó en su reemplazo como senador, Francisco Bulnes Correa, quien fue elegido ese mismo año 1947.